# Huntley (Nebraska)
Huntley és una població dels Estats Units a l'estat de Nebraska. Segons el cens del 2000 tenia 67 habitants.

## Demografia
Segons el cens del 2000, Huntley tenia 67 habitants, 25 habitatges, i 18 famílies. La densitat de població era de 73,9 habitants per km².
Dels 25 habitatges en un 36% hi vivien nens de menys de 18 anys, en un 68% hi vivien parelles casades, en un 4% dones solteres, i en un 28% no eren unitats familiars. En el 24% dels habitatges hi vivien persones soles el 8% de les quals corresponia a persones de 65 anys o més que vivien soles. El nombre mitjà de persones vivint en cada habitatge era de 2,68 i el nombre mitjà de persones que vivien en cada família era de 3,28.
Per edats la població es repartia de la següent manera: un 29,9% tenia menys de 18 anys, un 4,5% entre 18 i 24, un 38,8% entre 25 i 44, un 17,9% de 45 a 60 i un 9% 65 anys o més.
L'edat mediana era de 38 anys. Per cada 100 dones de 18 o més anys hi havia 123,8 homes.
La renda mediana per habitatge era de 41.250 $ i la renda mediana per família de 42.917 $. Els homes tenien una renda mediana de 25.000 $ mentre que les dones 18.750 $. La renda per capita de la població era de 16.375 $. Aproximadament el 4,3% de les famílies i el 5,3% de la població estaven per davall del llindar de pobresa.

## Poblacions més properes
El següent diagrama mostra les poblacions més properes.